# 蝦野站
蝦野站（日语：／ Ebino eki */?）位於宮崎縣蝦野市，是九州旅客鐵道（JR九州）
吉都線上的車站。

## 車站構造
島式月台1面2線的地上站，有一座木造站房。雖是蝦野市的代表車站，但為無人車站，月台上設有候車室。

## 車站周邊
- 蝦野市立加久藤小學
- 蝦野市立加久藤國中
- 九州自動車道
- 加久藤郵局
- 蝦野市公所

## 历史
- 1912年10月1日：鐵道院國有鐵道宮崎線吉松至小林町站開通，本站以中途站開業，稱為「加久藤站」（かくとう）[1]。
- 1962年9月20日：廢止貨物業務
- 1987年4月1日：國鐵分割民營化，車站由九州旅客鐵道（JR九州）承繼。
- 1990年11月1日：改稱為蝦野站

## 相鄰車站
九州旅客鐵道
吉都線
京町溫泉－蝦野－蝦野上江

## 外部連結
- JR九州－蝦野車站 （页面存档备份，存于）（日語）